# Clypeodrepanus striatus
Clypeodrepanus striatus là một loài bọ cánh cứng trong họ Bọ hung (Scarabaeidae).